# Eremocharis zaheri
Eremocharis zaheri is een rechtvleugelig insect uit de familie Pamphagidae. De wetenschappelijke naam van deze soort is voor het eerst geldig gepubliceerd in 1969 door Pfadt.